# Краб мармуровий
Краб мармуровий (Pachygrapsus marmoratus) — краб родини Grapsidae. Єдиний вид роду у фауні України.

## Розповсюдження
Поширений у східній частині Атлантичного океану від узбережжя Франції до Марокко. В Україні трапляється у Чорному морі вздовж Кримського півострова (від мису Тарханкут до Керченського півострова). Після підриву Каховської ГЕС, мармурові краби, вперше за 20 років, повернулися у Чорне море поблизу Одеси. Науковці пов'язують повернення морських мешканців саме із підривом Каховської ГЕС, відсутністю активного судноплавства та туризму.

## Морфологія та фізіологічні особливості
Невеликий краб, довжина до 38 мм, ширина до 43 мм. Край між очима дуже рівний. Кінцівки вкриті волосками. Забарвлення карапаксу та верхньої частини кінцівок коричнево-фіолетове або зеленувато-коричневе, з хвилястими лініями поперек карапаксу, схожими на малюнок мармуру, звідси назва тварини. Нижня частина кінцівок темна. Нижня частина карапаксу біла або жовтувата. Як і інші ракоподібні має гарну здатність до регенерації. Втрачені кінцівки відновлюються через 2 — 3 линяння.

## Спосіб життя та розмноження
Тривалість життя 3 — 4 роки. Донна тварина, мешкає у прибережній зоні на невеликих глибинах, також може виходити на сушу. Надає перевагу кам'янистому ґрунту (живе у щілинах скель або серед каміння). Може витримувати коливання солоності від 10‰ до 30‰. Живиться падлом, поліхетами, молюсками. Статевої зрілості досягає на 2 рік. Розвиток з перетворенням, планктонна личинка проходить 4 стадії зоеа та стадію мегалопу. Плодючість самиці до 87 тисяч ікринок. Розмноження при температурі води не нижче 17°С, зазвичай у липні — серпні. Інкубаційний період яєць приблизно 25 діб.

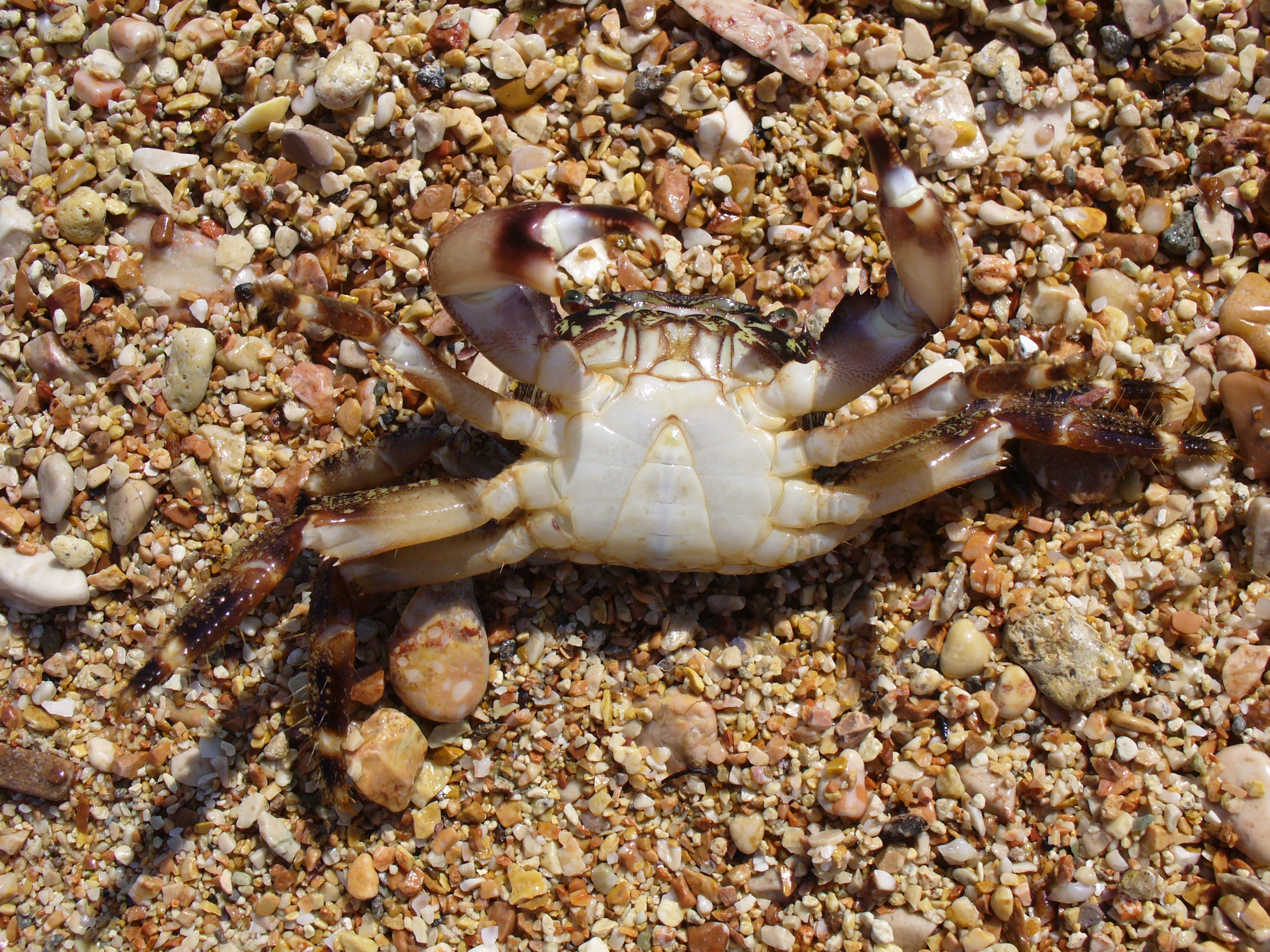
самець
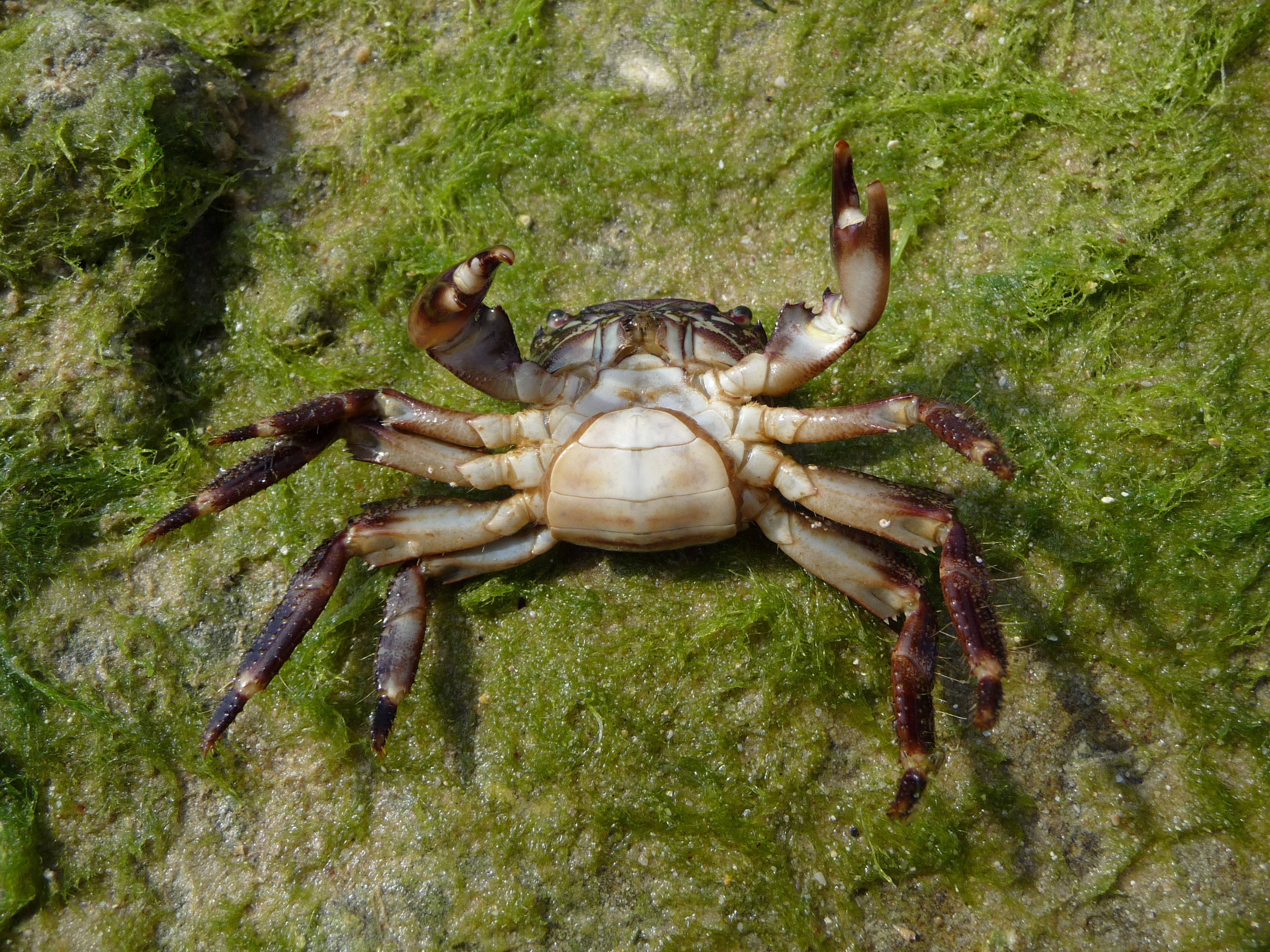
самиця

## Значення
Вид занесений до Червоної книги України, чисельність скорочується внаслідок забруднення прибережних вод. Охороняється в природних заповідниках Мис Мартьян та Карадазькому.